# Aprifrontalia
Aprifrontalia es un género de arañas araneomorfas de la familia Linyphiidae. Se encuentra en el Este de Asia y la vecina Rusia. 

## Lista de especies
Según The World Spider Catalog 12.0:
- Aprifrontalia afflata Ma & Zhu, 1991
- Aprifrontalia mascula (Karsch, 1879)